# Starship (banda)
Starship é uma banda de rock americana de São Francisco, Califórnia. Inicialmente uma continuação do Jefferson Starship, passou por uma mudança na direção musical, a subsequente perda de pessoal e um acordo judicial que levou a uma mudança de nome. O álbum de 1985 do Starship, Knee Deep in the Hoopla, foi certificado como platina pela RIAA e incluiu dois singles que chegaram ao primeiro lugar na parada Billboard Hot 100 dos EUA: "We Built This City" e "Sara". Seu álbum seguinte, No Protection, lançado em 1987, foi certificado como ouro e apresentou o terceiro single número um da banda, "Nothing's Gonna Stop Us Now". Após um breve hiato no início da década de 1990, a banda se reformou em 1992 como "Starship featuring Mickey Thomas" e retomou as turnês.

## História

### 1984–1988: Origens,Knee Deep in the Hoopla, eNo Protection

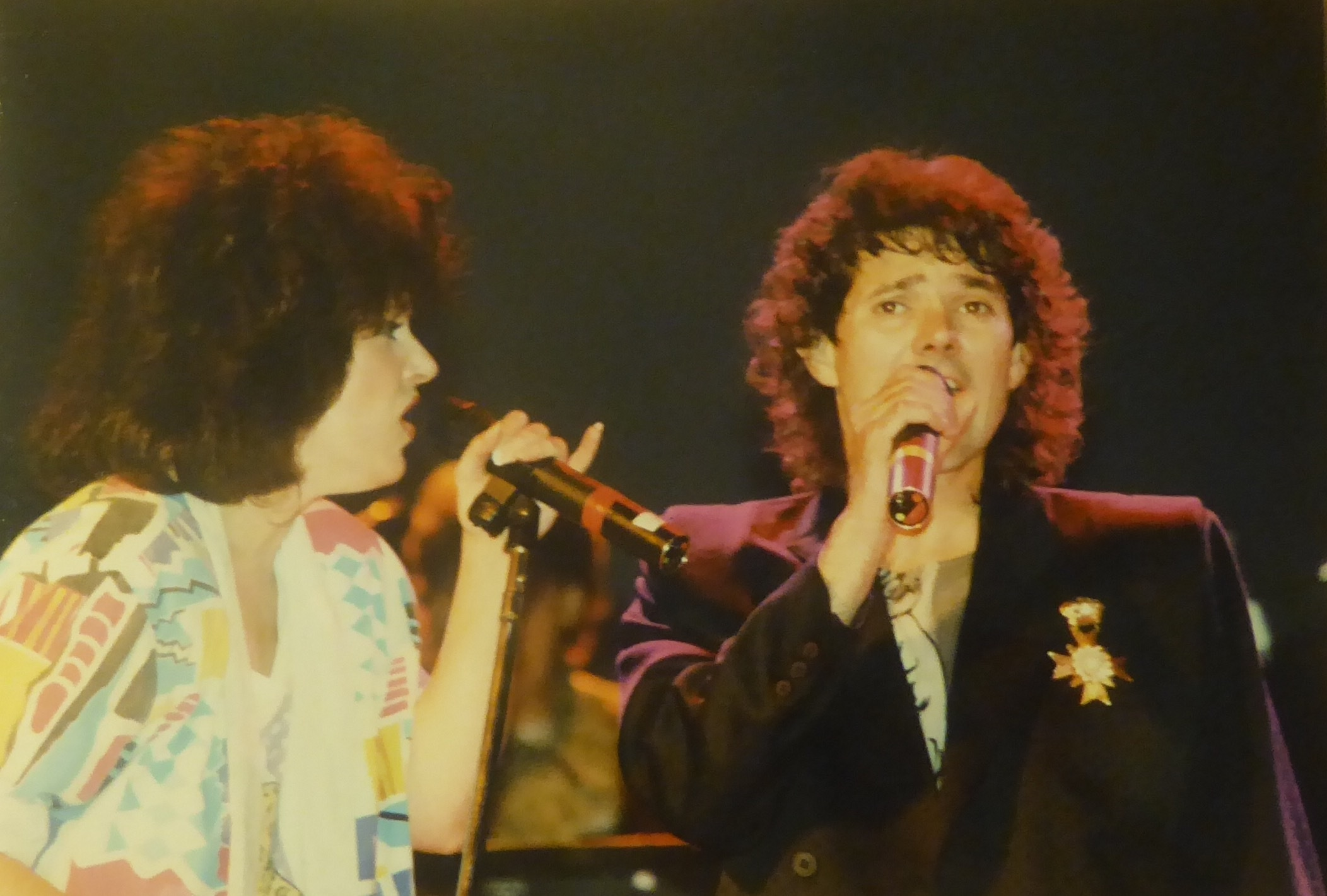
Grace Slick e Mickey Thomas no palco em 1985

Em junho de 1984, Paul Kantner, o último membro fundador remanescente do Jefferson Airplane, deixou o Jefferson Starship. Em outubro de 1984, Kantner moveu uma ação judicial sobre o nome Jefferson Starship contra seus antigos companheiros de banda. Em março de 1985, Kantner fez um acordo extrajudicial e assinou um acordo de que nenhuma das partes usaria os nomes "Jefferson" ou "Airplane" a menos que todos os membros do Jefferson Airplane Inc. (Bill Thompson, Paul Kantner, Grace Slick, Jorma Kaukonen e Jack Casady) concordassem. O Jefferson Starship se apresentou brevemente como "Starship Jefferson" enquanto ocorriam os procedimentos legais, antes de se decidir pelo nome abreviado "Starship".
David Freiberg permaneceu com a banda após o processo e compareceu às primeiras sessões de estúdio para o próximo álbum, Knee Deep in the Hoopla. Ele ficou frustrado com as sessões porque todo o trabalho de teclado no estúdio estava sendo feito por Peter Wolf (que tocou nas sessões para Nuclear Furniture e brevemente se juntou à banda na estrada para a turnê seguinte) e esse era o instrumento que Freiberg deveria tocar. Freiberg foi demitido da banda em 1985. O álbum foi concluído com os cinco membros restantes, consistindo de Slick, o co-vocalista Mickey Thomas, o guitarrista Craig Chaquico, o baixista Pete Sears e o baterista Donny Baldwin. Em 1984, Gabriel Katona (que já havia tocado no Rare Earth e no Player) se juntou à banda para tocar teclado e saxofone na estrada com eles até o final da turnê de 1986. Knee Deep in the Hoopla foi lançado em setembro de 1985 e marcou dois sucessos número um. O primeiro foi "We Built This City", escrito por Bernie Taupin, Martin Page, Dennis Lambert e Peter Wolf e foi projetado pelo produtor vencedor do Grammy Bill Bottrell e arranjado por Bottrell e Jasun Martz; o segundo foi " Sara ". O álbum em si alcançou o número 7, foi disco de platina e gerou mais dois singles: "Tomorrow Doesn't Matter Tonight" (#26) e "Before I Go" (#68). A banda não tinha um disco de sucesso número um desde a encarnação anterior Jefferson Starship lançou Red Octopus em 1975.

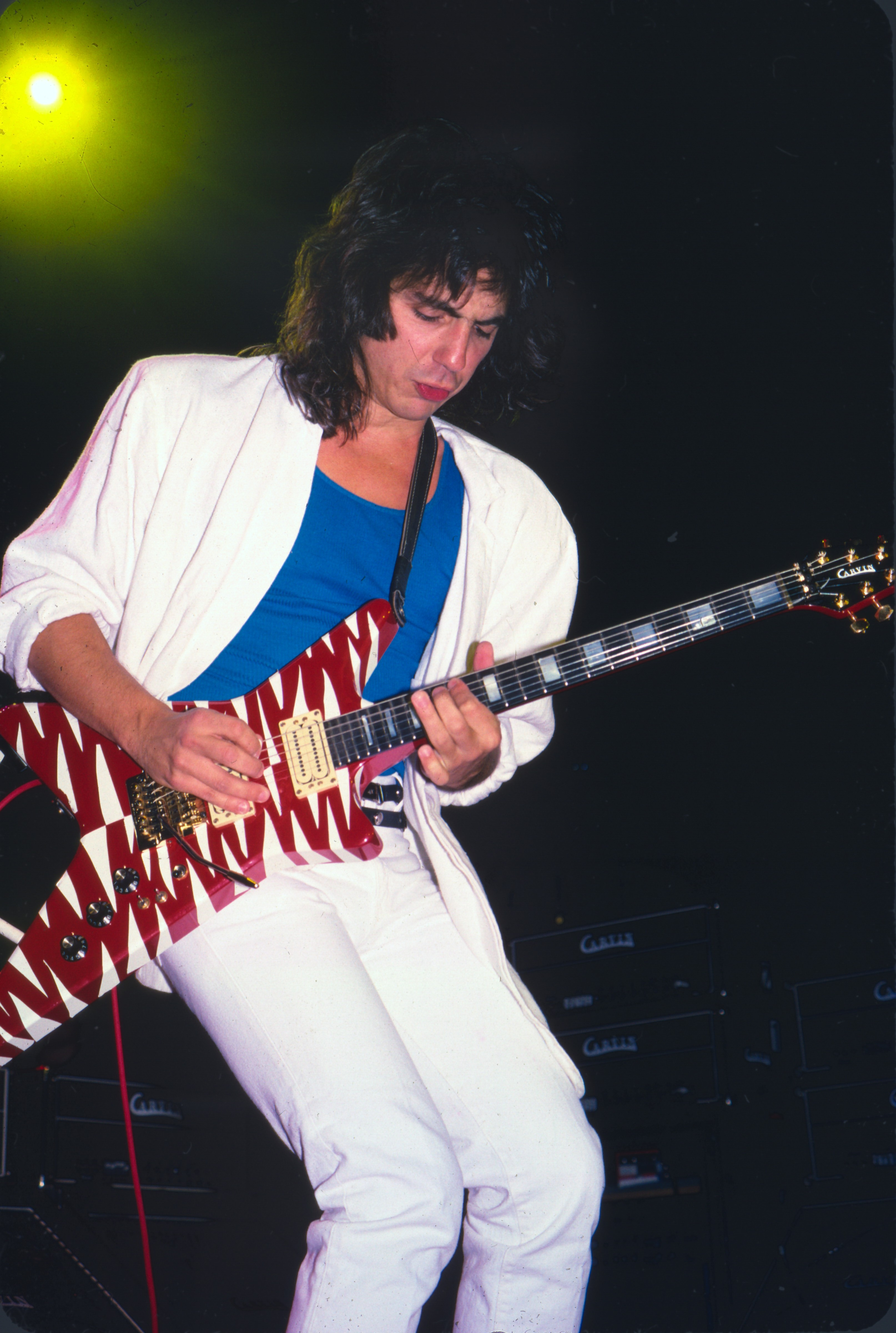
Craig Chaquico com Starship em 1986

Em 1986, o grupo gravou "Cut You Down to Size" para o filme Youngblood. Quando as sessões de 1987 para o álbum No Protection começaram, o baixista Pete Sears havia deixado a banda. Sears passou a tocar teclado com os ex-membros do Jefferson Airplane, Jorma Kaukonen e Jack Casady no Hot Tuna por dez anos. No início de 1987, "Nothing's Gonna Stop Us Now", gravado enquanto Sears ainda estava na banda, apareceu no filme Mannequin e alcançou o primeiro lugar nas paradas dos EUA e do Reino Unido. Naquela época, a música fez de Slick a vocalista feminina mais velha a cantar em um hit número um Billboard Hot 100, aos 47 anos (ela manteve esse recorde até Cher quebrá-lo aos 52 anos, em 1999 com "Believe"). "Nothing's Gonna Stop Us Now" recebeu uma indicação ao Oscar de Melhor Canção Original em 1988. No Protection foi lançado em julho de 1987 e também apresentou os singles "It's Not Over ('Til It's Over)" (# 9) e "Beat Patrol" (# 46). A última música do álbum, "Set the Night to Music", se tornaria um sucesso em 1991, regravada como um dueto por Roberta Flack e Maxi Priest. Após a conclusão das sessões do álbum em 1987, Brett Bloomfield foi trazido para substituir Sears e Mark Morgan se juntou à banda nos teclados.
Slick deixou a Starship em fevereiro de 1988, juntando-se ao reformado Jefferson Airplane para um álbum e uma turnê em 1989, antes de se aposentar da música. Como Kantner, Sears e Freiberg deixaram a banda, todos os membros novos e restantes eram mais de uma década mais jovens do que ela. Slick foi citado dizendo que "pessoas velhas não pertencem a um palco de rock and roll".

### 1988–1992:Love Among the Cannibalse inatividade
Com Thomas como único vocalista, a formação renovada gravou Love Among the Cannibals de 1988 a 1989, e foi lançado em agosto de 1989. A música "It's Not Enough" alcançou a posição 12 na parada Billboard Hot 100. "Wild Again" (que alcançou a posição 73 na parada de singles da Billboard) também foi usada no filme Cocktail. A banda fez outra turnê para promover o álbum; recrutando as backing vocals Christina Marie Saxton e Melisa Kary para preencher a lacuna deixada pela saída de Slick. Em 24 de setembro de 1989, enquanto a banda estava em Scranton, Pensilvânia, para um show, Baldwin e Thomas entraram em uma altercação violenta durante a qual Thomas ficou gravemente ferido e precisou de cirurgia facial e três placas de titânio implantadas em seu crânio. Baldwin se demitiu da banda imediatamente depois; ele mais tarde se juntaria ao revivido Jefferson Starship em 2008. O restante da turnê foi adiado até que Thomas se recuperasse e pudesse fazer uma nova turnê.
Depois que Thomas estava bem o suficiente para fazer uma turnê, a banda continuou a fazer turnês para apoiar Cannibals. Kenny Stavropoulos foi recrutado para ser o novo baterista da banda. Depois que a turnê do Cannibals terminou em 1990, Chaquico, o último membro restante do Jefferson Starship original, entregou seu aviso prévio. Thomas atribui a relativa falta de sucesso comercial do último álbum à interrupção da turnê, entre outros fatores. Cannibals continua sendo seu álbum favorito do Starship. Brett Bloomfield, Mark Morgan e Kenny Stavropoulos também deixaram o grupo em 1990. Peter Wolf foi adicionado como membro nos teclados nessa época. A banda gravou novas músicas com Thomas e Wolf complementadas por músicos de estúdio do final de 1990 até o início de 1991. Em maio de 1991, a RCA montou um álbum de compilação, Greatest Hits (Ten Years and Change 1979–1991). A coleção também incluía duas novas faixas, "Don't Lose Any Sleep" com Thomas e Chaquico (gravada antes de Chaquico sair) e "Good Heart" (#81) com Thomas, Wolf e músicos de sessão. Uma terceira faixa gravada originalmente durante esse período, "Keys to the City", foi lançada em outubro de 2012 no álbum Playlist: The Very Best of Starship. Logo após o lançamento do álbum de maiores sucessos de 1991, o empresário Bill Thompson decidiu demitir o grupo e disse à RCA que a banda havia terminado de fazer discos. A banda foi demitida pela RCA, e a Starship ficou inativa.

### 1992–presente: Starship com Mickey Thomas
No início de 1992, Thomas obteve os direitos de uso do nome e reviveu Starship como "Mickey Thomas's Starship" antes de mudar o nome de cobrança para "Starship featuring Mickey Thomas", e tem feito turnês constantes desde então.
Além de Thomas, a nova formação incluía: Melisa Kary (vocal), Jeff Tamelier (guitarra), Bobby Vega (baixo), T. Moran (bateria), John Lee Sanders (teclado, saxofone), Max Haskett (trompete, backing vocal) e Bill Slais (saxofone, teclado). Embora Thomas estivesse em turnê principalmente com novos membros da banda, o baixista Brett Bloomfield retornou ao Starship por vários anos, de 1993 a 1997. Melisa Kary e Christina Marie Saxton, que se apresentaram com o grupo como backing vocals em turnê de 1989 a 1990, também tiveram passagens como membros oficiais na banda revivida. Haskett deixou o grupo em 1993. O baterista Darrell Verdusco (anteriormente da KBC Band) e o tecladista Phil Bennett se juntaram à banda em 1995, depois que Moran, Sanders e Slais saíram. O guitarrista Erik Torjeson e o baixista John Garnache entraram em 1997, substituindo Tamelier e Bloomfield, respectivamente. A banda gravou o álbum Live at Stanley Cup em 1997. Jeff Adams, anteriormente do Survivor de Jimi Jamison, substituiu Garnache no baixo em 2000. Mark Abrahamian assumiu a guitarra solo de Torjeson no mesmo ano.
Em 2003, "Starship featuring Mickey Thomas" lançou um documentário em DVD Starship: Greatest & Latest. O álbum que acompanha este lançamento contém regravações de alguns dos maiores sucessos do Starship, canções originalmente da época de Thomas no Jefferson Starship, bem como "Fooled Around and Fell in Love", que Thomas cantou originalmente durante seu tempo no Elvin Bishop Group em 1976.
A vocalista feminina Stephanie Calvert se juntou à banda em 2006. Um álbum ao vivo intitulado Layin 'it on the Line Live in Las Vegas foi lançado em 2007. A banda lançou o single não-álbum "Get Out Again" em 2007. O álbum de compilação Playlist: The Very Best of Starship foi lançado em outubro de 2012 e incluiu a música recém-gravada, "Karma (Everything You Do)".
O primeiro álbum de estúdio de música original do Starship em mais de duas décadas, Loveless Fascination, produzido por Jeff Pilson do Foreigner e Dokken, foi lançado em 17 de setembro de 2013. "It's Not the Same as Love" foi lançado como single do álbum. A banda se apresentou no Streamy Awards em 8 de setembro de 2014. O single não-álbum "My Woman" foi lançado em 2016. Em 1º de fevereiro de 2019, a Rhino Entertainment adquiriu os direitos do catálogo do Starship para todos os álbuns lançados entre 1985 e 1991.
Em 1999, o ex-trompetista do Starship, Max Haskett, que tocou com a banda desde sua reforma em 1992 até o ano seguinte, morreu de câncer no pâncreas. O ex-guitarrista Erik Torjesen, que tocou com a banda de 1996 a 2000, morreu de câncer aos 34 anos em 2001. O guitarrista Mark Abrahamian morreu de um ataque cardíaco, aos 46 anos, após um show em 2 de setembro de 2012.
Abrahamian foi substituído como guitarrista por John Roth, depois que o ex-membro Jeff Tamelier retornou para preencher novamente (tendo feito isso também em 2011). O baixista Uriah Duffy (ex-Whitesnake) fez breves substituições para Adams durante 2011 e 2012. Tamelier substituiu Roth na guitarra novamente em 2013, e Tony Rossi o substituiu na guitarra em 2014.
Em agosto de 2021, o vocalista Cian Coey começou a substituir Stephanie Calvert nas datas dos shows. Em 31 de outubro de 2021, Calvert revelou em suas redes sociais que foi demitida da banda em 7 de setembro de 2021. Embora nenhuma declaração tenha sido emitida pelo grupo, a seção de biografia do site oficial da Starship foi atualizada, removendo Calvert e listando Coey como membro da banda. Em novembro de 2024, Chelsee Foster substituiu Coey nos vocais, com a biografia do site da banda atualizada para listar Foster e remover Coey.